# Horst Schönfelder
Horst Schönfelder (* 1. Oktober 1932 in Hammerbrücke; † 28. Januar 2022 in Bamberg) war ein deutscher Mediziner. In der DDR war er zeitweise stellvertretender Minister für Gesundheitswesen. Er vertrat als Abgeordneter die CDU in der Volkskammer und wirkte in der Regierung de Maizière als Staatssekretär im Ministerium für Gesundheitswesen.

## Leben
Schönfelder besuchte nach der Volksschule ab 1942 mit Unterbrechungen bis 1951 die Oberschule im vogtländischen Falkenstein, die er mit dem Abitur abschloss. Anschließend erhielt er eine Zulassung zum Medizinstudium an der FSU Jena, welches er 1956 beendete. Es folgte eine weiterführende Ausbildung zum Facharzt in den Saalfelder Krankenanstalten und anschließend ein Einsatz am Landambulatorium Leutenberg, welches er bis ins Frühjahr 1959 leitete. In dieser Zeit wurde er im September 1958 mit der Dissertation Probleme der künstlichen Blutdrucksenkung bei Operationen: Unter Berücksichtigung klinikeigener Erfahrungen an Hand von 150 Hypotensionsanästhesien
zum Dr. med. promoviert. Mit der Bildung des Medizinischen Dienstes der Deutschen Reichsbahn im Jahre 1959 entstand ein erhöhter Bedarf an Medizinern und so fand Schönfelder zunächst als Inspektionsarzt bei der Reichsbahninspektion Nordhausen in der Reichsbahndirektion Erfurt eine Anstellung, die er bis 1965 wahrnahm. In dieser Zeit schloss er 1962 seine Ausbildung zum Facharzt für Allgemeinmedizin ab. 1960 wurde er zudem als Mitglied der Gesellschaft für die Gesamte Hygiene der DDR berufen. In der Folge entwickelte sich Schönfelder zum Verkehrsmediziner weiter und erwarb sich Spezialausbildungen auf den Gebieten der allgemeinen und Arbeitshygiene. 1965 wechselte Schönfelder nach Schwerin, wo er Direktionsarzt des Medizinischen Dienstes der Reichsbahndirektion Schwerin wurde. Diese RBD betreute neben dem Bezirk Schwerin auch Teile der Bezirke Rostock, Potsdam und Magdeburg. 1966 wurde er Mitglied der CDU und auch Mitglied der Bezirks-Gewerkschaftsleitung Eisenbahn Schwerin, der er bis 1986 angehörte. 1971 stellte ihn seine Partei erstmals als Nachfolgekandidat für die Volkskammer auf, was 1976 wiederum erfolgte. In dieser, der 7. Wahlperiode, rückte Schönfelder im Sommer 1979 für den verstorbenen CDU-Abgeordneten Lothar Kolbe nach. Parteiintern wurde Schönfelder 1968 erstmals in den CDU-Bezirksvorstand Schwerin gewählt, in dem er bis 1986 Mitglied war. Im gleichen Jahr wurde er als DDR-Vertreter Mitglied der Union Internationale des Service Medicaux des Chemin de Fer und seines wissenschaftlichen Koordinierungskomitees. Von 1976 bis 1989 war Schönfelder Mitglied der Arbeitsgemeinschaft Gesundheits- und Sozialwesen beim CDU-Hauptvorstand. 1979 erlangte er seine Qualifikation zum Facharzt für Sozialhygiene, 1980 wurde er an der MLU Halle mit der Dissertation Die Rehabilitation Geschädigter bei der Deutschen Reichsbahn, dargestellt an den Ergebnissen in einer Direktion des Medizinischen Dienstes des Verkehrswesens der Deutschen Demokratischen Republik zum Dr. sc. med. erneut promoviert. In der achten und neunten Wahlperiode gehörte Schönfelder erneut der Volkskammer als Abgeordneter an. Dabei war er von Dezember 1980 und 1986 Mitglied des Ausschusses für Gesundheitswesen.
Mit Wirkung vom 1. März 1986 wurde Schönfelder als Nachfolger des zum Staatssekretär aufgerückten Ulrich Schneidewind zum stellvertretenden Minister für Gesundheitswesen der DDR berufen. Innerhalb des Ministeriums zeichnete er dabei für die Bereiche Hygiene und Sozialwesen verantwortlich. Nach dem 16. Parteitag der CDU im Oktober 1987 wurde Schönfelder in das Präsidium des Hauptvorstandes der CDU gewählt. In der Zeit der politischen Wende erhielt er am 10. November 1989 auf einer Sitzung des Hauptvorstandes der CDU, auf der mit Lothar de Maiziere auch ein neuer Parteivorsitzender gewählt wurde, erneut das Vertrauen als Präsidiumsmitglied des Hauptvorstandes. Auch sein Regierungsamt, nunmehr als Staatssekretär, behielt er in der Regierung Modrow bei. In der Regierung de Maiziere war Schönfelder bis zum 2. Oktober 1990 erneut Staatssekretär im Ministerium für Gesundheitswesen.
Bei der Gründung der Deutsch-Afrikanischen Gesellschaft e. V. am 19. Mai 1990 wurde er zum Präsidenten der Gesellschaft gewählt.

## Ehrungen
- 1969 Ehrentitel Verdienter Eisenbahner der Deutschen Demokratischen Republik[4]
- 1970 Titel Medizinalrat
- 1976 Titel Obermedizinalrat
- 1976 Ehrennadel der Gesellschaft für Deutsch-Sowjetische Freundschaft in Gold
- 1982 Ehrentitel Verdienter Arzt des Volkes[5]
- 1984 Otto-Nuschke-Ehrenzeichen in Silber
- 1988 Vaterländischer Verdienstorden in Bronze[6]